# عرب‌لر، بردع
عرب‌لر (به لاتین: Ərəblər) یک منطقه مسکونی در جمهوری آذربایجان است که در شهرستان بردع واقع شده است. عرب‌لر ۳۱۰ نفر جمعیت دارد.